# براندون ستوكلي
براندون ستوكلي (من مواليد في بلاكسبيرغ لاعب كرة قدم أمريكي.

## طفولة
التحق ستوكلي بمدرسة كومو الثانوية في لافاييت حيث لعب كرة القدم وكرة السلة والبيسبول . فكان اللاعب الوحيد في فريقه في السنوات الاخيرة الذي فاز بالعديد من الجوائز والأوسمة. إنه يتفوق في كل رياضة يلعبها، فهو أحد أفضللاعبي هذه الرياضة في ولايته.

## حياة مهنية

### جامعة
في عام 1994 دخل جامعة لويزيانا لافاييت. يلعب مع فريق كاجانس راغان ' لكرة القدم الأمريكية.